# Нектарець аметистовий
Некта́рець аметистовий (Chalcomitra amethystina) — вид горобцеподібних птахів родини нектаркових (Nectariniidae). Мешкає в Центральній, Східній і Південній Африці.

## Підвиди
Виділяють чотири підвиди:
- C. a. kalckreuthi (Cabanis, 1878) — південне Сомалі, східна Кенія і північно-східна Танзанія;
- C. a. kirkii (Shelley, 1876) — Південний Судан, Уганда, західна і центральна Кенія, південна Танзанія, східна Замбія, Зімбабве, північний і центральній Мозамбік;
- C. a. deminuta Cabanis, 1880 — від південно-східного Габону і півдня Республіки Конго до південного заходу ДР Конго, Анголи, центральної і західної Замбії, північної Ботсвани і північної Намібії;
- C. a. amethystina (Shaw, 1812) — південно-східна Ботсвана, південний Мозамбік, ПАР.

## Поширення і екологія
Аметистові нектарці поширені в Африці на південь від екватору. Вони живуть переважно в сухих саванах, а також в сухих тропічних лісах і чагарникових заростях. Аметистові нектарці часто кочують, переміщуючись в пошуках квітів. Їхня фізіологія пристосована до життя на великій висоті на рівнем моря, в Драконових горах.

## Поведінка
Аметистові нектарці живляться комахами, павуками і нектаром. Гніздо робляться з трави і павутиння, в кладці 2 яйця. За сезон може вилупитися два виводки. Аметистові нектарці іноді стають жертвами гніздового паразитизму з боку сіроголових ковтачів і білочеревих дідриків.

## Gallery

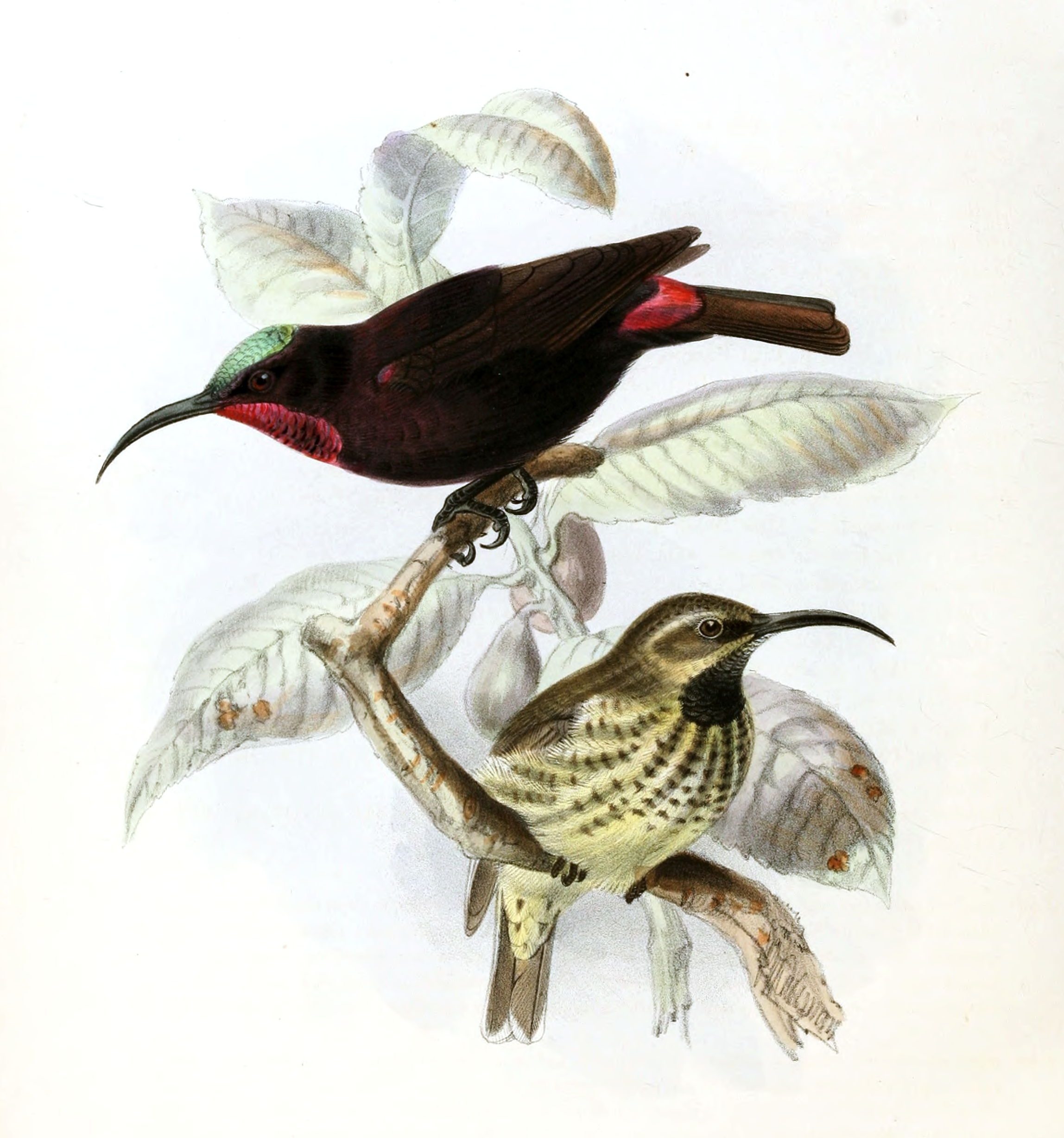
Пара аметистовких нектарців (підвид C. a. amethystina)
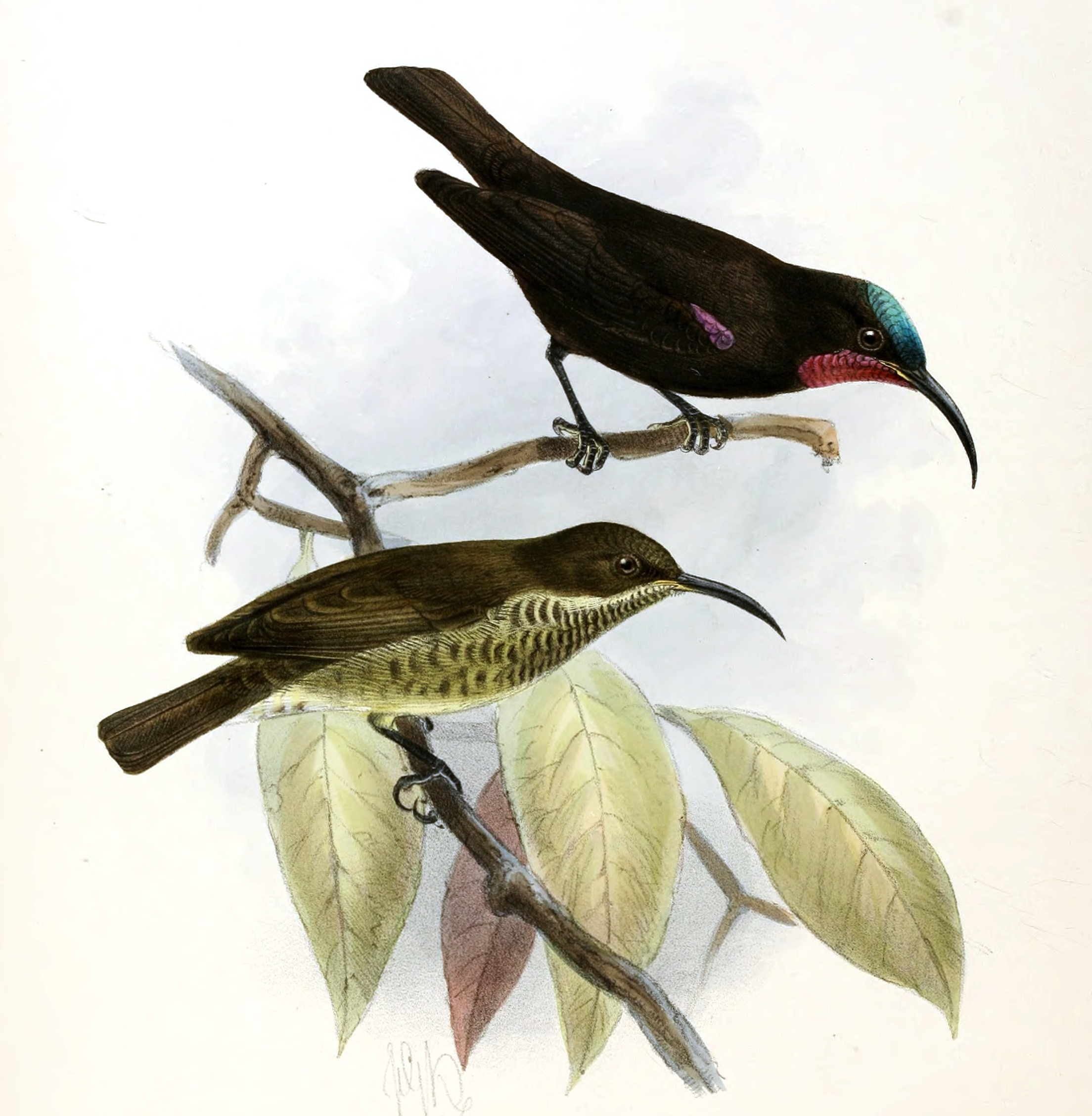
Пара аметистовких нектарців (підвид C. a. kirkii)
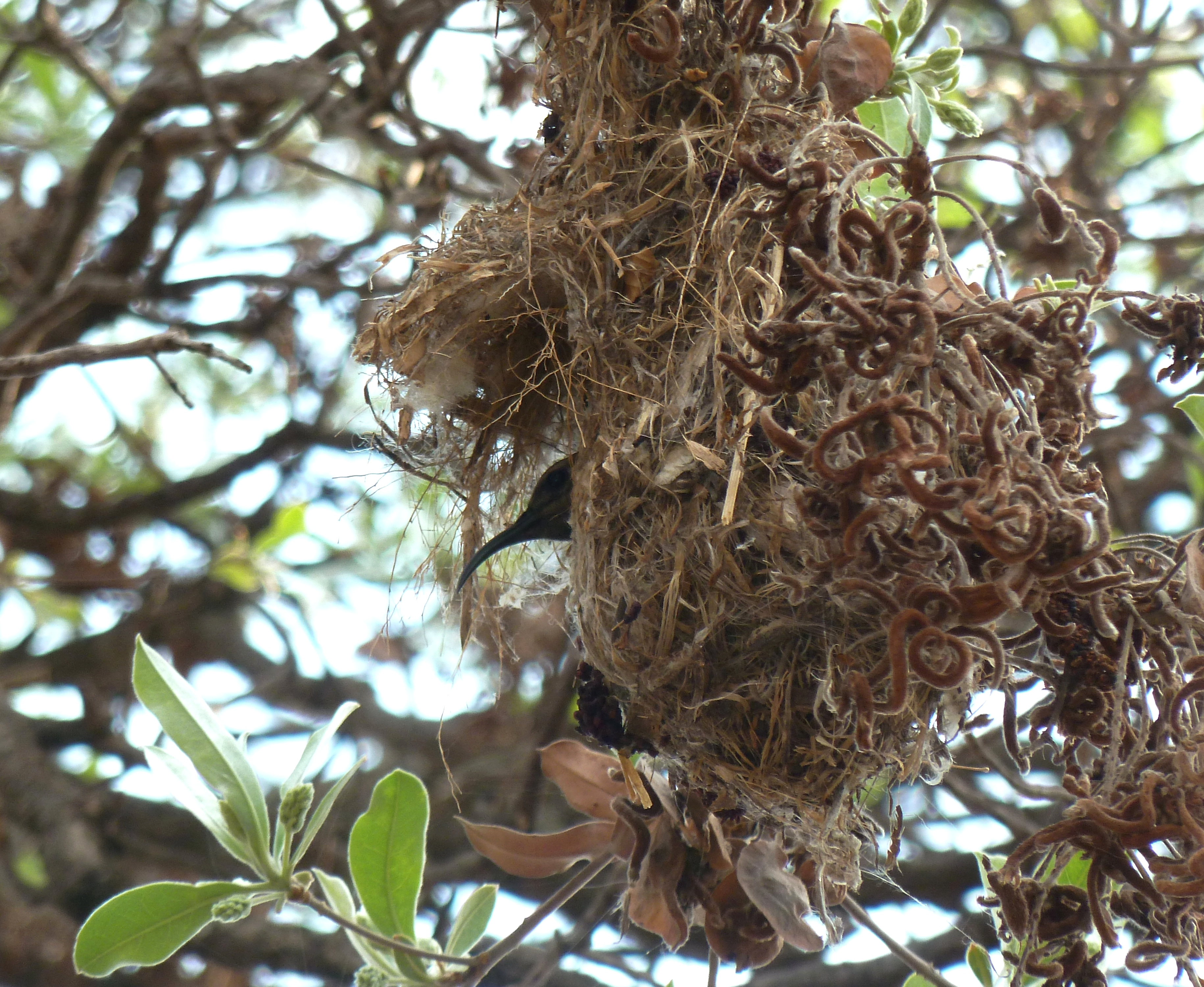
Самиця аметистового нектарця в гнізді
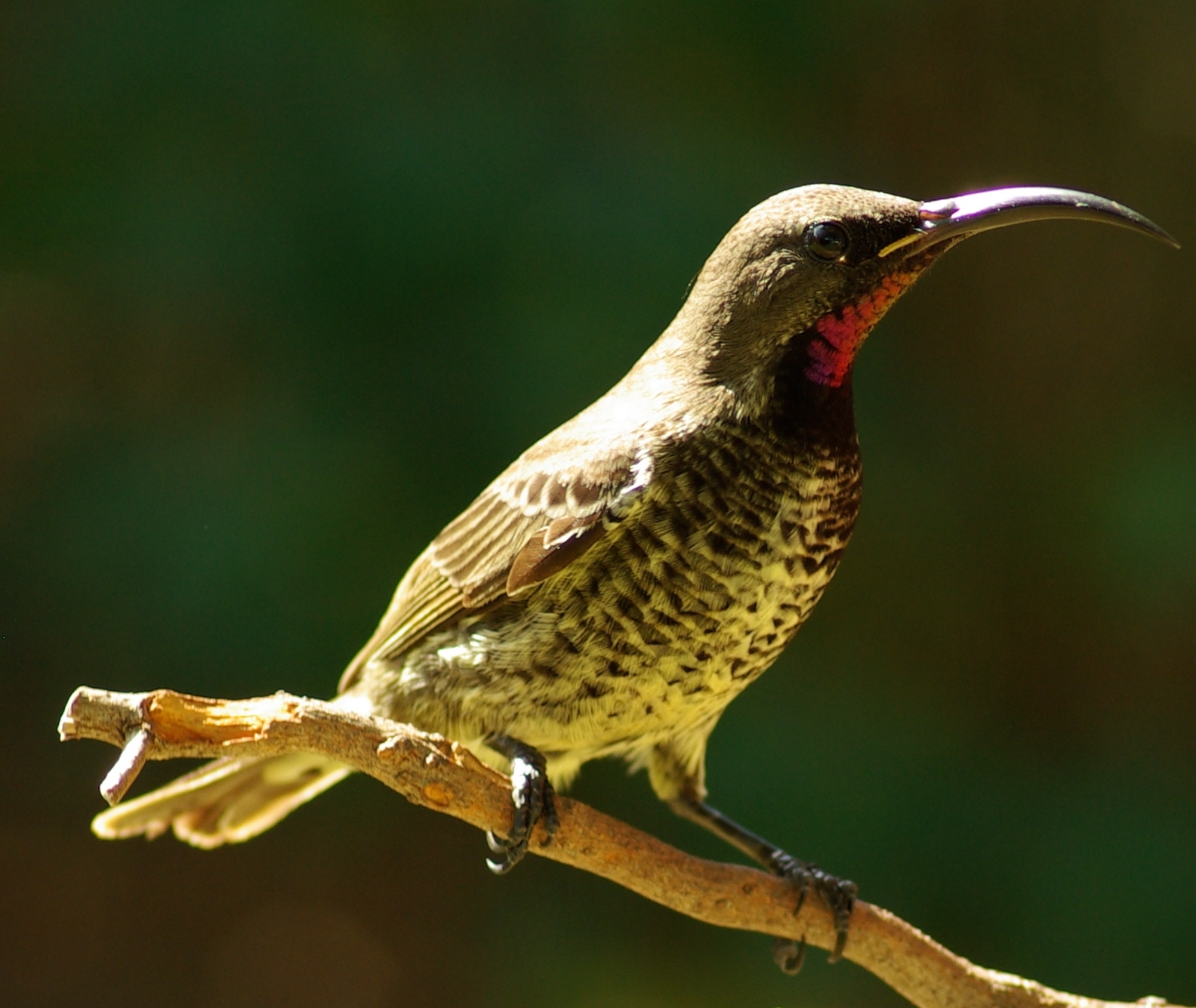
Молодий самець аметистового нектарця
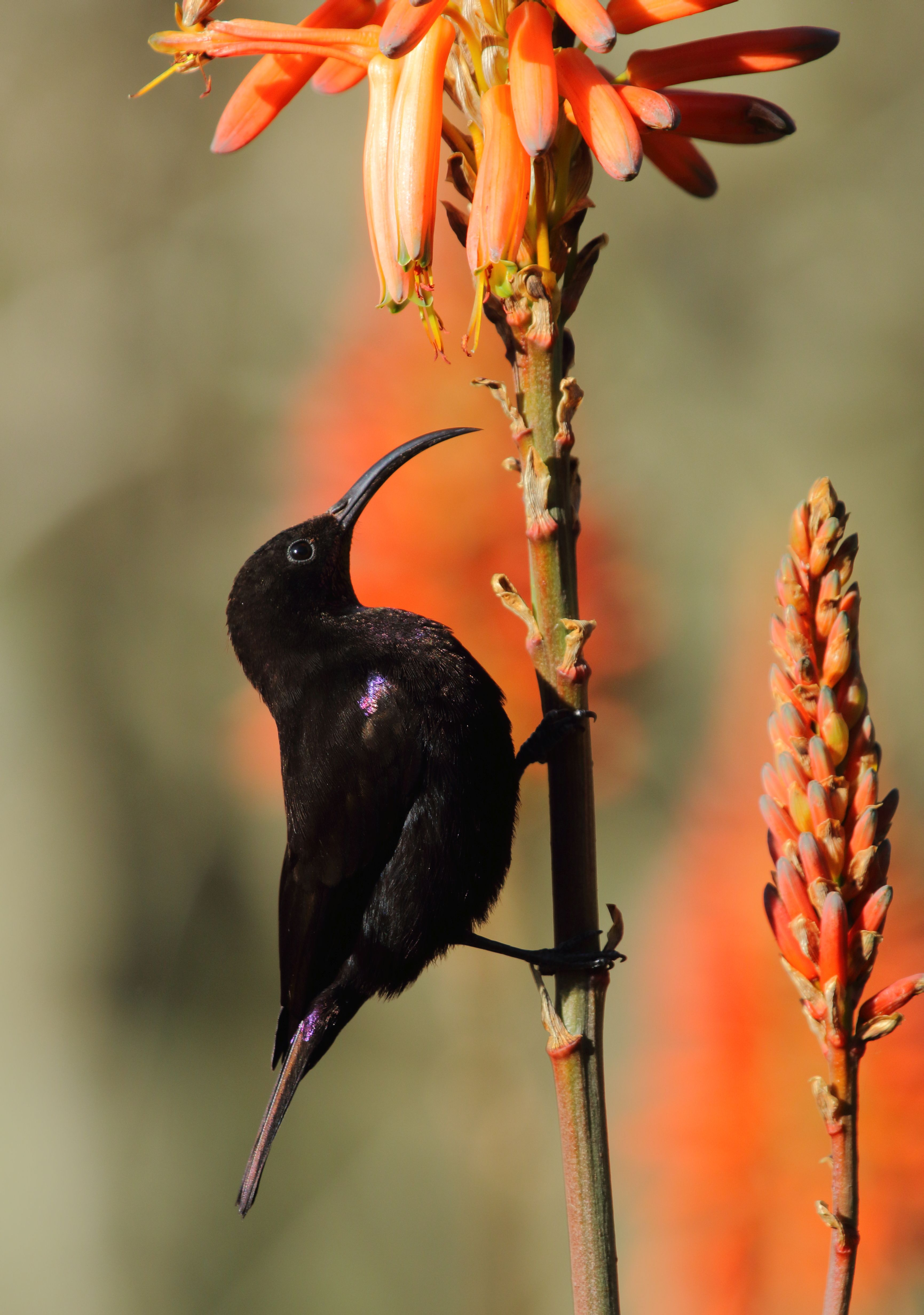
Аметистовий нектарець